# Olga Domușciu
Olga Domușciu (în rusă Ольга Домущу; n. 25 martie 1959, Comrat, RSS Moldovenească, URSS – d. 15 martie 2007, Sankt Petersburg, Rusia) a fost o actriță și cântăreață sovietică și rusă de etnie găgăuză.

## Biografie
S-a născut în orașul Comrat din RSS Moldovenească (actualmente Găgăuzia, R. Moldova). Tatăl ei, Semion Domușciu, a trăit la un moment dat în Georgia și cunoștea limba georgiană. Mama, Galina (Ganna) Ustimenko, provenea dintr-o familie de preoți ucraineni.
După ce a absolvit școala din localitate, în august 1976, s-a mutat la Leningrad, unde a intrat la școala profesională de construcții nr. 61, această școală a fost frecventată și de viitorul cântăreț rock sovietic Viktor Țoi.
Din mai 1980 a început să cânte în formația Джонатан Ливингстон („Jonathan Livingston”). La scurt timp după deschiderea clubului de rock din Leningrad în 1981, s-a alăturat acestuia. Împreună cu grupul, a participat la primul (1983) și al doilea (1984) festivaluri rock, iar la primul a fost premiată „pentru abilități artistice și vocale”.
În 1982, în paralel cu concertele, a intrat la Institutul de Teatru, Muzică și Cinematografie din Leningrad, pe care la absolvit în 1988. În iunie 1985 a părăsit formația Джонатан Ливингстон.
În 1986, a reprezentat Leningradul la Primul Concurs de Televiziune sovietic pentru tinerii interpreți al cântecelor pop sovietice din Jurmala. În 1988, după absolvirea institutului, a fost înscrisă în trupa Teatrului Buff.
În a doua jumătate a anilor 1980 a colaborat cu compozitorul Oleg Kvașa. În 1989, împreună cu actorii Pitshelauri, Karev și Șumeiko, a lucrat în trupa de spectacole „Bis”, care făcea parte din studioul de teatru „Benefis” al lui Mihail Boiarski.
La sfârșitul anilor '80 a lucrat în duet cu compozitorul Igor Korneliuk, alături de care a jucat în filmul „Jocuri muzicale” (Музыкальные игры) în regia lui Vitali Aksionov (scenariu de Sergei Kuriohin).
În 1991 a plecat la muncă pe termen lung în străinătate. În 1995, după întoarcere, a fost reînscrisă în trupa teatrului Buff. A decedat pe 15 martie 2007, a fost înmormântată pe 22 martie 2007 la cimitirul Ovtsinskoe din Sankt-Petersburg.